# Oude man met baard
Oude man met baard is een tekening van Rembrandt in de Koninklijke Bibliotheek in Den Haag.

## Voorstelling
Het stelt een oude man voor, ten halve lijve, gekleed in de tabbaard met de handen gevouwen.

## Album amicorum
De tekening bevindt zich in het album amicorum (vriendenboek) van de Duitse hofmeester Burchard Grossman. Grossman bezat twee alba amicorum, die zich tegenwoordig in een convoluut bevinden, in 1732 bijeengebracht door Paul Andreas Hemmann. Het eerste bevat voornamelijk bijdragen met betrekking tot zijn studententijd in Leipzig, Jena en Altdorf. Het tweede is meer een reisalbum. Hij bezocht de Noordelijke Nederlanden drie keer: in 1629 bezocht hij Leiden, in 1630 verbleef hij korte tijd in Den Haag en in 1634 reisde hij vanuit Hamburg naar Amsterdam, Leiden, Den Haag en via 's-Hertogenbosch weer naar huis. Tijdens zijn verblijf in Amsterdam maakte Rembrandt de tekening van de oude man. Op de volgende pagina schreef hij de volgende tekst:

Een vroom gemoet / Acht eer voor goet / Rembrandt / Amsterdam. 1634.